# 제이앙곱테루스
제이앙곱테루스 또는 제지앙곱테루스(Zhejiangopterus)는 아즈다르키드 익룡속이며, 백악기 후기에 중국에 살았던 한 종으로 알려져 있다. 이 종은 1994년 중국 고생물학자의 카이 제콴과 웨이 팽에 의해 명명되었다. 모식종은 '제이앙곱테루스 린하이엔시스'이다. 속명은 제지앙 지방과 '날개'를 의미하는 라틴어화된 그리스어 '프테론'이 합쳐져 만들어졌다. 종명은 린하이시를 가리킨다.

## 발견

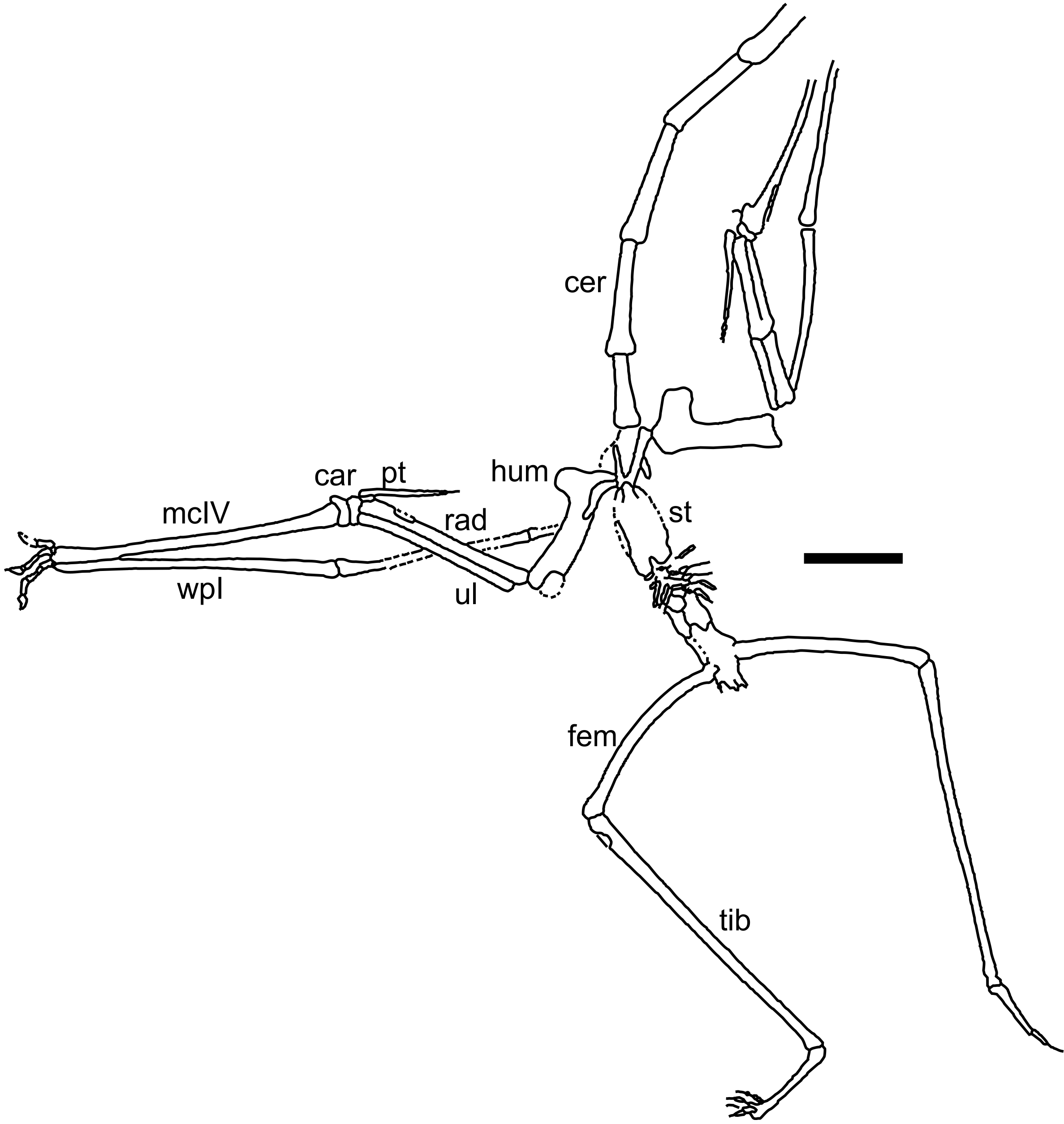
모식도

1986년 4월 수 챙파라는 젊은 백악 채석장 노동자가 린하이의 아올리쿤 마을 근처에서 큰 화석을 발견했다. 수는 편지로 항저우에 있는 절강 자연사 박물관 관장인 Ming Hua에게 편지를 보냈고, 그 유해는 알려지지 않은 익룡의 것임을 알게 되었다. 따라서 그는 설명자와 우 웨이탕을 중심으로 구성된 팀을 보내 조사했다. 그들은 화석을 확보하고 지역 주민들에게 추가 발견 가능성에 대해 경계하도록 지시했다. 수 자신은 1988년 사고로 사망하기 전에 세 개의 표본을 더 찾았고, 또 다른 작업자는 완전한 형태의 두개골을 발견했다. 그 이후 1990년대 초, 캄파니아기로부터 8,150만년 된 지층인 탕상층에서 총 6개의 더 큰 화석이 발견되었다.
이 개체의 날개 길이는 처음에 5미터(16.4피트)로 추정되었다. 나중에 추정한 결과에 따르면 이 크기는 약 3.5미터(11.5피트)로 줄어들었고, 익룡 전문가인 마크 위튼(Mark Witton)은 체적 측정법을 기준으로 이 공룡의 몸 질량을 약 7.9킬로그램(약 17파운드)으로 추정했다. 두개골은 길고 낮았고, 완벽하게 아치형이며 '용골'이나 관련 종에서 가끔 볼 수 있는 다른 특징이 없었다.

## 특징
일반적으로 지배파충류의 코와 눈 구멍 사이에 존재하는 비강 구멍은 이와 같은 종에서 서로 결합하여 길이의 거의 절반을 차지하는 단일 타원형 구멍을 만들었다. 부리는 길고 가늘며 날카롭게 뾰족하고 이빨이 없었다. 목뼈가 길어졌고, 처음 6개의 등뼈가 융합되어 공증관이 되었다. 여러 쌍의 배 갈비뼈가 있었고, 윗다리뼈는 윗팔뼈의 절반 크기로 튼튼하고 가늘며, 날개는 짧지만 튼튼했다.

## 분류

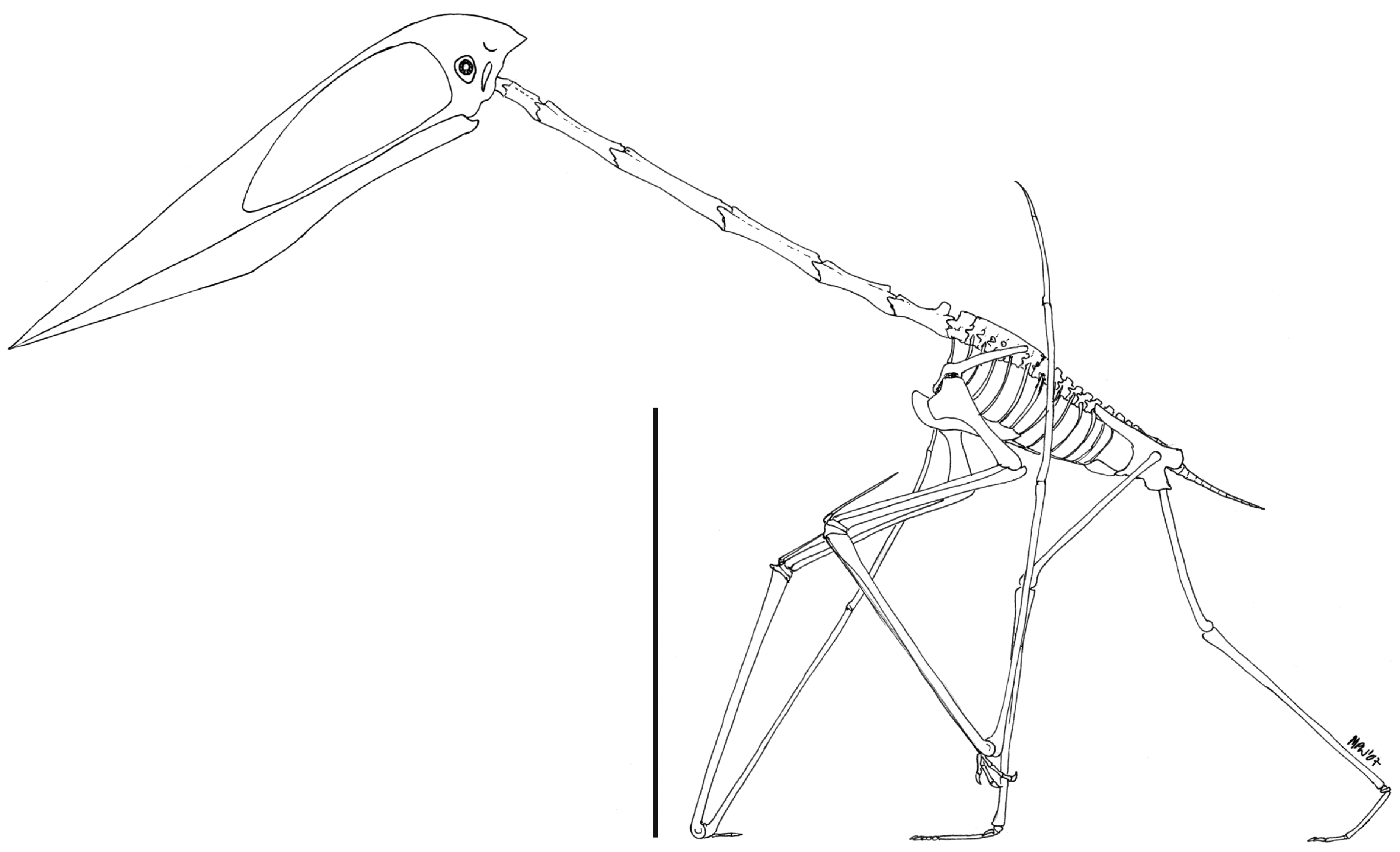
화석

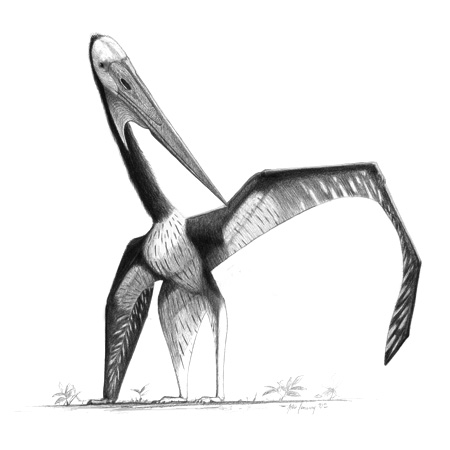
복원 모습

제이앙곱테루스는 무치악 두 익룡 프테라노돈과 닉토사우루스와 공통점을 가지고 있었기 때문에 원래 기술자들에 의해 닉토사우루스과의 구성원으로 분류되었다. 사실, 설명 당시 케찰코아틀루스에 대한 자료가 부족한 부분이 있었기 때문에, 이 개체는 후자에 더 가깝다고 여겨졌다.
아래는 제지앙곱테루스의 계통 발생적 위치를 보여주는 분지도이다.

|  | 제이앙곱테루스 린하이엔시스                                                                                                |
|  | |
|  | \| \| 아람보우르기아니아 필라델피아 \| \| \| \| \| \| 케찰코아틀루스 노트로피 \| \| \| \| \| \| 케찰코아틀루스 \| \| \| \| |
|  | |
|  | 아람보우르기아니아 필라델피아                                                                                              |
|  | |
|  | 케찰코아틀루스 노트로피 |
|  | |
|  | 케찰코아틀루스 |
|  | |

|  | 아람보우르기아니아 필라델피아 |
|  |                               |
|  | 케찰코아틀루스 노트로피       |
|  |                               |
|  | 케찰코아틀루스                |
|  |                               |

|  | 제이앙곱테루스 린하이엔시스                                                                                                |
|  | |
|  | \| \| 아람보우르기아니아 필라델피아 \| \| \| \| \| \| 케찰코아틀루스 노트로피 \| \| \| \| \| \| 케찰코아틀루스 \| \| \| \| |
|  | |
|  | 아람보우르기아니아 필라델피아                                                                                              |
|  | |
|  | 케찰코아틀루스 노트로피 |
|  | |
|  | 케찰코아틀루스 |
|  | |

|  | 아람보우르기아니아 필라델피아 |
|  |                               |
|  | 케찰코아틀루스 노트로피       |
|  |                               |
|  | 케찰코아틀루스                |
|  |                               |